# Hrabstwo Lincoln (Waszyngton)
Hrabstwo Lincoln (ang. Lincoln County) – hrabstwo w stanie Waszyngton w Stanach Zjednoczonych. Hrabstwo zajmuje powierzchnię całkowitą 2339,71 mil² (6059,82 km²). Według szacunków United States Census Bureau w roku 2009 miało 10 248 mieszkańców. Jego siedzibą jest Davenport.
Jednostkę administracyjną wydzielono z hrabstwa Whitman 24 listopada 1883 r. Nazwa pochodzi od nazwiska prezydenta USA Abrahama Lincolna.

## Miasta
- Almira
- Creston
- Davenport
- Harrington
- Odessa
- Reardan
- Sprague
- Wilbur